# Ophiomastix marshallensis
Ophiomastix marshallensis är en ormstjärneart som beskrevs av Devaney 1978. Ophiomastix marshallensis ingår i släktet Ophiomastix och familjen Ophiocomidae. Inga underarter finns listade i Catalogue of Life.